# Palangas internationella flygplats
Palangas internationella flygplats (IATA: PLQ, ICAO: EYPA) (litauiska: Palangos oro uostas) är en internationell flygplats belägen i närheten av turistorten Palanga i Litauen. Flygplatsen är Litauens tredje största och är huvudsakligen avsedd för korta eller medellånga resor med mål i Europa.

## Historia
Palangas internationella flygplats började sin verksamhet år 1937 på en plats 7 kilometer öster dess nuvarande position, nära vägen mellan Palanga och Darbėnai. Flygplatsen användes då till att träna piloter i det Litauiska flygvapnet. År 1939 gjordes Litauens första reguljära flygresa, från Kaunas till Palanga.
Från 1940 till 1941, samt från 1945 till 1963 användes flygplatsen av Sovjetunionens luftvapen. Den nya landningsbanan och övriga anläggningar på flygplatsens nuvarande plats byggdes först efter andra världskriget. År 1963 började flygplatsen användas för civil luftfart. År 1991 registrerades flygplatsen återigen som en nationell flygplats, ägd och driven av staten.
Sedan år 1993 har antalet passagerare som trafikerar flygplatsen ökat för varje år. En renovering av passagerarterminalen gjordes mellan åren 1994 and 1997. Flygplatsens passagerartjänster och hantering av bagage moderniserades för att uppfylla de krav som ställdes av Internationella civila luftfartsorganisationen (ICAO). Mellan åren 1994 och 1995, renoverades flygledningscentralen. Mellan 1996 och 1997 förbättrades landningsbanans yta och år 1998 förbättrades flygplatsens ramp och taxivägar.
Efter det att Litauen blev ett av Europeiska unionens medlemsländer år 2004, ökade antalet passagerare det året med mer än 60% jämfört med år 2003.
Ytterligare förbättringar gjordes år 2007 när den norra terminalen byggdes, vilket innebar en ökning av terminalernas totala area med 2000 m2 och samma år började flygplatsen att följa de krav som följde av Schengensamarbetet innebar. Från juni till oktober 2007 utökades landningsbana 01/19 till 2 280x45 meter och flygplatsbelysningen förbättrades. 
Idag arbetar över tvåhundra personer vid flygplatsanläggningarna.

## Terminaler
Palangas internationella flygplats har två intilliggande terminaler, som sammanlänkas av korta gångvägar och ett transitområde:
- Södra terminalen byggdes på 1970-talet och moderniserades i slutet av 1990-talet. Där sker incheckning till alla flygavgångar. Här finns även flygbolagens kontor samt caféer och barer,
- Norra terminalen som öppnade den 26 oktober 2007, byggdes för att tjäna avgångar och ankomster av flyg till och från länder utanför Schengenområdet.

## Destinationer och flygbolag

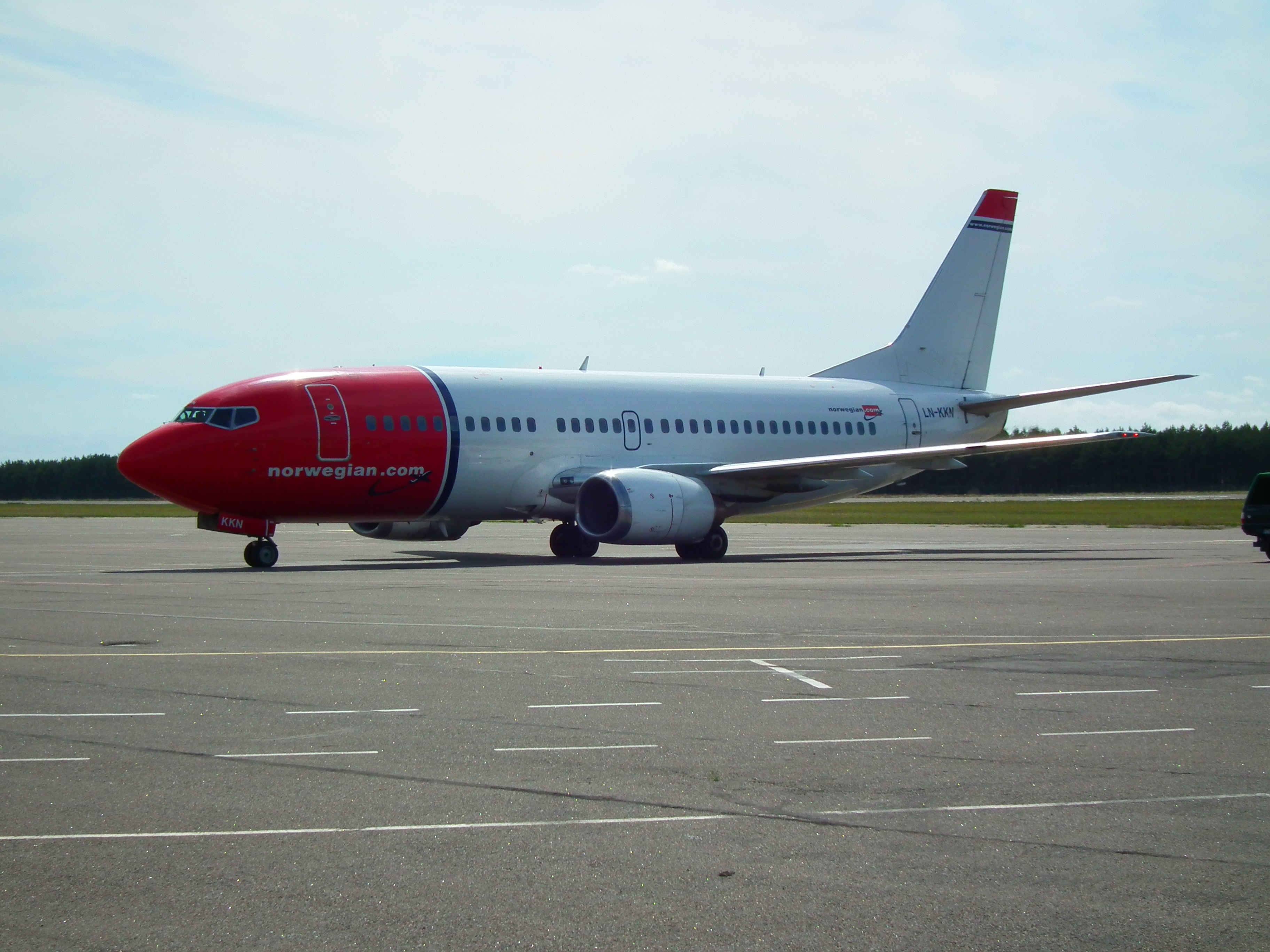
En Boeing 737-300 från Norwegian i Palanga

## Destinationer och flygbolag[3]
| Flygbolag             | Destinationer                                |
| --------------------- | -------------------------------------------- |
| airBaltic             | Riga                                         |
| Norwegian Air Shuttle | Oslo-Gardermoen, Köpenhamn-Kastrup flygplats |
| Ryanair               | London-Stansted, Dublin                      |
| Scandinavian Airlines | Köpenhamn-Kastrup                            |
| Wizzair               | London-Luton                                 |